# Jean-Claude Magne
Jean-Claude Magne – francuski kierowca wyścigowy.

## Kariera
W wyścigach samochodowych Magne poświęcił się głównie startom zaliczanym do klasyfikacji Mistrzostw Świata Samochodów Sportowych. W latach 1961-1962 Francuz pojawiał się w stawce 24-godzinnego wyścigu Le Mans. W pierwszym sezonie startów odniósł zwycięstwo w klasie GT 2.0, a w klasyfikacji generalnej był siedemnasty. Rok później nie ukończył wyścigu.